# Heinrich Kurz (Erfinder)
Heinrich Wilhelm Kurz (* 1862 in Windecken; † 1934) war ein deutscher Erfinder.

## Leben

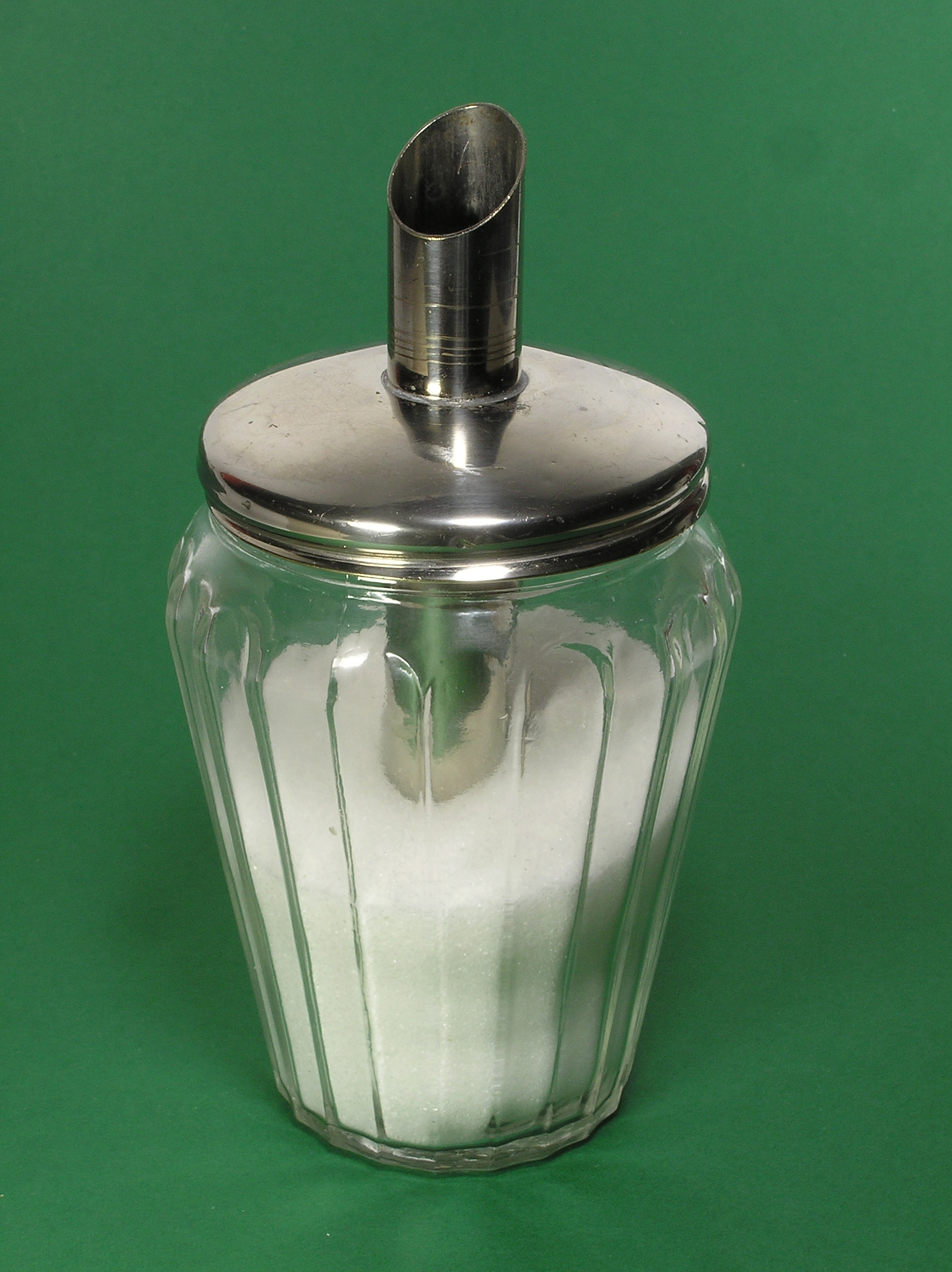
„Der süße Heinrich“ – ein Zuckerstreuer, der nach seinem Erfinder Heinrich Kurz benannt wurde.

Kurz hatte das Sattlerhandwerk gelernt und arbeitete in der Pulverfabrik Wolfgang in Hanau-Wolfgang. Als seine Frau 1899 starb, gab er die Stelle auf, um seine sechs Kinder im Alter zwischen elf Jahren und drei Monaten zu versorgen. Er wurde Nachtwächter und trug für die Apotheke die Medikamente in die Nachbarorte aus.
Kurz entwickelte eine rotierende Waschmaschine. Außerdem erfand er einen Pfannkuchenwender, Stehaufmännchen, eine Auflaufbremse und eine Einzelradaufhängung für Fuhrwerke, einen Toilettenaufsatz für Kleinkinder und den Zuckerstreuer. Kurz hat nie Patente beantragt. Seine Erfindungen hielt er aber in einem kleinen Notizbuch fest. Sein Enkel Theodor Jacob meldete 1953 ein Patent auf den Zuckerstreuer an und produzierte diesen ab 1954 in seiner Firma Helly in Hanau.